# Selsawet Tscherni
Der Selsawet Tscherny (auch Tscherninski Selsawet; belarussisch Чэрнінскі сельсавет; russisch Чернинский сельсовет) ist eine Verwaltungseinheit im Rajon Brest in der Breszkaja Woblasz in Belarus. 
Das Zentrum des Selsawets ist das Dorf Tscherni. Tscherninski Selsawet liegt im Zentrum des Rajons und umfasst 17 Dörfer.